# Estelle Lau
Estelle Tsui Lau (* 8. August 1964 in San Francisco, Kalifornien) ist eine US-amerikanische Schauspielerin und Filmproduzentin.

## Biografie
Estelle Lau besuchte als Schülerin das Wesseley College in San Francisco und studierte danach Jura an der University of Chicago. Damit sie ihr Studium bezahlen konnte, spielte sie nebenbei auf verschiedenen Bühnen. Abseits der Tätigkeiten am Theater arbeitete sie auch als Filmproduzentin.
Lau lebt in Chicago und ist die Schwester der Filmregisseurin Laura Lau.

## Filmografie

### Schauspielerin
- 2003: Open Water

### Produzentin
- 1997: Auf der Strecke geblieben
- 2003: Open Water